# Municipio de Union (condado de Shelby, Iowa)
El municipio de Union (en inglés: Union Township) es un municipio ubicado en el condado de Shelby en el estado estadounidense de Iowa. En el año 2010 tenía una población de 722 habitantes y una densidad poblacional de 7,81 personas por km².

## Geografía
El municipio de Union se encuentra ubicado en las coordenadas 41°48′28″N 95°23′24″O / 41.80778, -95.39000. Según la Oficina del Censo de los Estados Unidos, el municipio tiene una superficie total de 92.42 km², de la cual 92,39 km² corresponden a tierra firme y (0,03 %) 0,03 km² es agua.

## Demografía
Según el censo de 2010, había 722 personas residiendo en el municipio de Union. La densidad de población era de 7,81 hab./km². De los 722 habitantes, el municipio de Union estaba compuesto por el 97,92 % blancos, el 0,28 % eran afroamericanos, el 0,83 % eran amerindios, el 0,14 % eran asiáticos, el 0,28 % eran de otras razas y el 0,55 % eran de una mezcla de razas. Del total de la población el 1,39 % eran hispanos o latinos de cualquier raza.